# 三乙胺氢氟酸盐
三乙胺氢氟酸盐是一种氟化试剂，化学式为Et3N·HF（Et=C2H5）。除了单氢氟酸盐外，Et3N·nHF（n=2~12）也是已知的，它们可由三乙胺和氟化氢反应得到，其中，n≤2时产物为固体，n>2时产物为液体。
它和三氟甲磺酸三氟甲酯在乙腈中反应，可以得到三氟甲醇三乙胺（Et3NH+CF3O−）。它和四氯化钛在乙腈（或丙酮）中反应，可以得到三乙胺六氟钛酸盐。